# Marstonia
Marstonia is een geslacht van weekdieren uit de klasse van de Gastropoda (slakken).

## Soorten
- Marstonia comalensis (Pilsbry & Ferriss, 1906)
- Marstonia lustrica (Pilsbry, 1890)